# 小矢部市役所
小矢部市役所（おやべしやくしょ）は、日本の地方公共団体である小矢部市の組織が入り執行機関としての事務を行う施設（役所）。

## 沿革
小矢部市役所の前身となる石動町役場は、1902年に石動徒弟学校として建築された建物を1910年に町役場として使用していたもので、小矢部市の市制施行後もそのまま市役所として使用された。しかし1953年以降、本庁のほか5箇所の分庁舎に分散されている状態であった。
1960年、小矢部市出身の実業家・大谷米太郎から庁舎建設のため1億2,000万円の寄付の申し出があったのを受けて、1963年10月9日に着工、1964年8月10日に竣工、8月17日に市制施行祝賀と共に、本庁舎落成祝賀の式典が新庁舎で挙行された。新庁舎は当時富山県内唯一の鉄筋コンクリート造り地上5階地下1階建ての庁舎で、市役所正面には大谷米太郎氏の寿像が設置されていた。8月24日より執務開始。
1964年から2000年4月までは、市役所内に小矢部消防署が併設されていた。2000年4月25日の総合消防庁舎完成に伴い、移転した。
1987年11月には同年7月15日から実施されていた市役所庁舎の改修工事（外壁を28万枚の黄土色のタイルに貼り換えおよび窓枠の塗装、防水工事等）が完成し、1989年12月には増築工事が完了した。
2019年度に本庁舎の耐震改修工事の基本構想が策定され、費用を積み立てて2028年度に着工する方針であった。しかし、2024年1月1日に能登半島地震で各階の廊下や執務スペースなどの壁に複数の亀裂が入り、ガラス窓が所々で割れた。小矢部市は被災直後から建築士らの点検を受け、通常業務を行う上での安全を確認しているが、再び同程度の地震が発生した場合は今回以上の被害が発生する可能性があるという。このため、本庁舎の建て替えなど、新たな耐震化の議論を進めることになった。同年2月16日には同年秋までに本庁舎を現在の場所で建て替えるか別の市有地で移転新築するか結論を出すと発表していたが、同年3月25日にはそれを前倒しする方針を発表している。同年5月12日に開催されたタウンミーティングでは、現在地、桜町遺跡出土製品管理センター、学校給食センターの3つの建設地の中から、整備に国の『一般単独災害復旧事業債』を活用出来ることや来庁者用駐車場にてそのまま建築に入れることなどの理由から、桜井森夫小矢部市長が「現在地が最適と考える」と述べている。その後、同年5月24日の定例会見で、桜井市長が現在地で建て替える方針を発表した。

## 過去に存在した支所
- 砺中支所（旧砺中町役場を転用、社会福祉事務所が設置されていた[9]。2003年4月20日に廃止し、機能を同日完成の津沢コミュニティプラザに移転[10]）
- 北蟹谷支所（1963年4月1日に廃止）[9]
- 若林支所（同上）[9]

この他、旧石動町の各地区に配置していた連絡員も1963年4月1日に廃止されている。

## 開庁時間
住民票、戸籍などの窓口
- 平日 8:30 - 17:30
- 日曜 8:30 - 12:15（証明発行と印鑑登録のみ）

国民健康保険、国民年金、後期高齢者医療保険の窓口
- 平日 8:30 - 17:15

いずれも年末年始（12月29日～1月3日）は休み。